# Rose Lodge
Rose Lodge – jednostka osadnicza w Stanach Zjednoczonych, w stanie Oregon, w hrabstwie Lincoln.